# Maiabalaena nesbittae
Maiabalaena nesbittae — викопний вид китоподібних ссавців, що існував у ранньому олігоцену (33 млн років тому).

## Скам'янілості
Череп та частковий посткраніальний скелет знайдені у відкладеннях формації Алсеа в американському штаті Орегон.

## Опис
У нього відсутні будь-які ознаки зубів, що вказує на те, що вусаті кити спочатку втратив зуби, а тільки потім розвинули китовий вус. Ймовірно, харчувалися вони за рахунок ефективного всмоктування здобичі.